# Бран (Ясси)
Бран (рум. Bran) — село у повіті Ясси в Румунії. Входить до складу комуни Голеєшть.
Село розташоване на відстані 337 км на північ від Бухареста, 16 км на північний схід від Ясс.